# 감마 함수

실수축 위에서 감마 함수의 그래프

수학에서 감마 함수(Γ函數, 영어: gamma function)는 계승 (수학) 함수의 해석적 연속이다.
감마 함수의 기호는 감마(Γ)라는 그리스 대문자를 사용한다.
양의 정수 n에 대하여 {\displaystyle \Gamma (n)=(n-1)!}이 성립한다.

## 정의

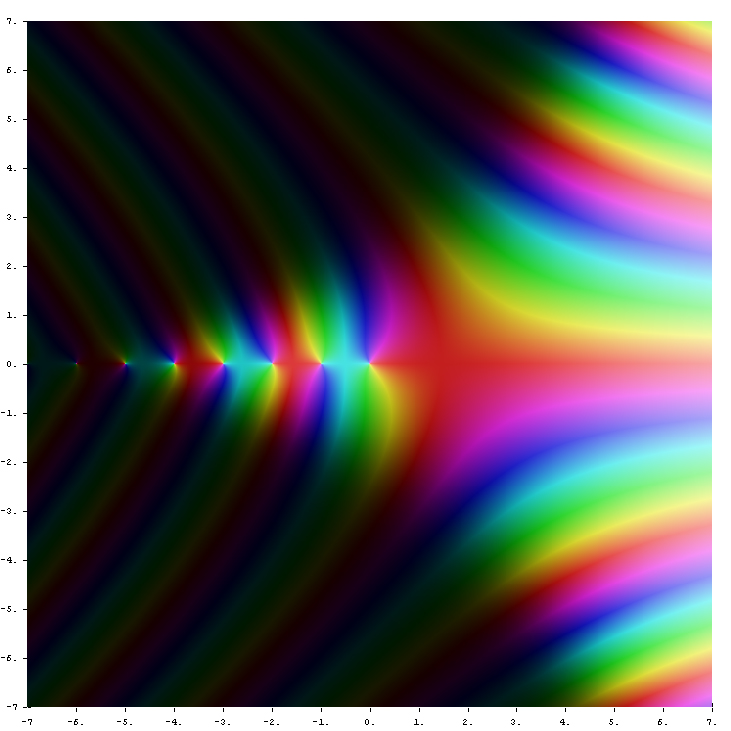
복소평면에서의 감마 함수

감마 함수는 다음과 같이 여러 가지로 정의할 수 있으며, 이들은 모두 동치임을 보일 수 있다.

### 오일러 적분
감마 함수는 다음과 같은 적분으로 정의된다. 이 적분을 오일러 적분이라고 한다.
{\displaystyle \Gamma (z)=\int _{0}^{\infty }t^{z-1}e^{-t}\,dt\qquad (\operatorname {Re} z>0)}
오일러 적분은 상반평면 {\displaystyle \{z\in \mathbb {C} \colon \operatorname {Re} z>0\}} 인 영역에서 절대수렴한다. 여기에 해석적 연속을 사용해 이 함수의 정의역을 위의 단순극을 제외한 전 복소평면으로 확장할 수 있다. 이 확장된 함수를 감마 함수라 부른다.

### 가우스 극한
{\displaystyle \Gamma (z)=\lim _{n\to \infty }{1\cdot 2\cdot 3\cdots n \over z(z+1)(z+2)\cdots (z+n)}n^{z}\qquad (z\neq 0,-1,-2,\dots )}
이 정의는 오일러의 이름을 따 오일러 극한 형태라고도 불리기도 한다.

### 바이어슈트라스 무한곱
{\displaystyle \Gamma (z)={\frac {1}{z\exp(\gamma z)}}\prod _{n=1}^{\infty }{\frac {\exp(z/n)}{1+z/n}}}
여기서 {\displaystyle \gamma }는 오일러-마스케로니 상수이다. 이 정의는 카를 바이어슈트라스의 이름을 따 바이어슈트라스 무한곱 형태라고도 불리기도 한다.

### 계승의 일반화에서 주의점
만약 감마함수를 자연수 {\displaystyle n}에 대해
{\displaystyle \Gamma \left(n\right)=(n-1)!}
을 만족하는 함수로 정의하면 감마 함수는 유일하지 않다. 예를 들어
{\displaystyle f(x)=\Gamma (x)\cos ^{2}\pi x\;}
또한 위 성질을 만족함을 확인할 수 있다. 감마 함수는 이중 유일하게 {\displaystyle \ln \Gamma (z)}가 양의 실수축상에서 볼록함수이다.

## 성질
감마 함수는 정의역에서 정칙 함수이다. 즉, 다음이 성립한다.
{\displaystyle {\overline {\Gamma (z)}}=\Gamma ({\bar {z}})}

### 특이점

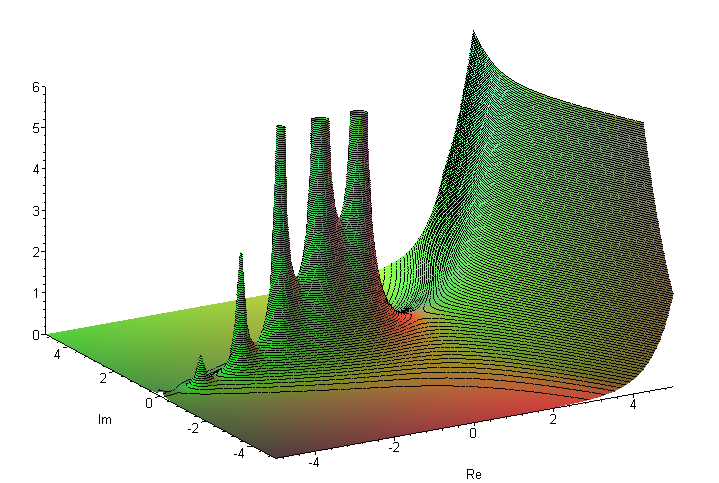
감마 함수의 절댓값을 나타낸 그림. 양이 아닌 정수에서 극점을 갖는 것을 볼 수 있다.

감마 함수는 복소평면에서 유리형 함수이며, 양이 아닌 정수 {\displaystyle z=0,-1,-2,\ldots }에서 단순극을 가진다. 단순극 {\displaystyle -n}에서 유수의 값은 {\displaystyle \textstyle {(-1)^{n} \over n!}}이다.
감마 함수는 영점을 갖지 않는다. 즉, 그 역수 {\displaystyle 1/\Gamma (z)}는 전해석 함수이다.

### 함수 방정식
감마 함수는 다음과 같은 함수 방정식을 만족시킨다.
{\displaystyle \Gamma (z+1)=z\Gamma (z)}
{\displaystyle \Gamma (1-z)\;\Gamma (z)={\pi  \over \sin {(\pi z)}}}
두 번째 공식은 오일러 반사 공식(영어: Euler’s reflection formula)이라고 불린다.
곱의 정리
{\displaystyle \Gamma (z)\;\Gamma \left(z+{\frac {1}{m}}\right)\;\Gamma \left(z+{\frac {2}{m}}\right)\cdots \Gamma \left(z+{\frac {m-1}{m}}\right)=(2\pi )^{(m-1)/2}\;m^{1/2-mz}\;\Gamma (mz).\,\!}
특히, 이 정리의 특수한 경우로 다음과 같은 두 배 공식을 유도할 수 있다.
{\displaystyle \Gamma (z)\;\Gamma \left(z+{\frac {1}{2}}\right)=2^{1-2z}\;{\sqrt {\pi }}\;\Gamma (2z)}

### 미분과 적분
감마 함수의 미분은 다음과 같이 폴리감마 함수 {\displaystyle \psi _{0}(z)}로 주어진다.
{\displaystyle \Gamma '(z)=\Gamma (z)\psi _{0}(z)}
특별히, 양수 m에서의 감마 함수의 미분은 아래와 같이 오일러-마스케로니 상수 γ를 사용해 나타낼 수 있다.
{\displaystyle \Gamma '(m+1)=m!\cdot \left(-\gamma +\sum _{k=1}^{m}{\frac {1}{k}}\right)}
일반적으로, 감마 함수의 n차 미분은 다음과 같다.
{\displaystyle {d^{n} \over (dx)^{n}}\,\Gamma (x)=\int _{0}^{\infty }t^{x-1}e^{-t}\ln ^{n}t\,dt}
감마 함수의 극, z가 음수인 경우에서의 유수의 값은 다음과 같다.
{\displaystyle \operatorname {Res} (\Gamma ,-n)={\frac {(-1)^{n}}{n!}}}

### 특별한 값
반정수에서 감마 함수는 다음과 같다. 음이 아닌 정수 n에 대하여,
{\displaystyle \Gamma (1/2+n)={\frac {(2n)!}{4^{n}n!}}{\sqrt {\pi }}}
{\displaystyle \Gamma (1/2-n)={\frac {(-4)^{n}n!}{(2n)!}}{\sqrt {\pi }}}
이 공식들은 {\displaystyle \Gamma (1/2)={\sqrt {\pi }}}로부터 수학적 귀납법으로 유도할 수 있다.
몇몇 경우의 감마 함수의 값은 다음과 같다.
{\displaystyle {\begin{array}{lll}\Gamma (-3/2)&={\frac {4{\sqrt {\pi }}}{3}}&\approx 2.363\\\Gamma (-1/2)&=-2{\sqrt {\pi }}&\approx -3.545\\\Gamma (1/2)&={\sqrt {\pi }}&\approx 1.772\\\Gamma (1)&=0!&=1\\\Gamma (3/2)&={\frac {\sqrt {\pi }}{2}}&\approx 0.886\\\Gamma (2)&=1!&=1\\\Gamma (5/2)&={\frac {3{\sqrt {\pi }}}{4}}&\approx 1.329\\\Gamma (3)&=2!&=2\\\Gamma (7/2)&={\frac {15{\sqrt {\pi }}}{8}}&\approx 3.323\\\Gamma (4)&=3!&=6\\\end{array}}}
{\displaystyle \Gamma \left({\tfrac {1}{4}}\right)={\sqrt {2G{\sqrt {2\pi ^{3}}}}}\quad ,\;\;G}가우스 상수

## 응용
감마 함수는 확률 분포를 비롯한 여러 확률과 통계, 조합론, 그 외 여러 공학 분야들에서 유용하게 사용된다.

### 초구의 부피
반지름이 {\displaystyle R}인 {\displaystyle n}차원 초구의 부피는 다음과 같이 주어진다.
{\displaystyle V_{n}={\pi ^{\frac {n}{2}} \over {\frac {n}{2}}\Gamma ({\frac {n}{2}})}R^{n}={C_{n}R^{n}}}

### 감마분포
감마 함수의 피적분 함수를 감마 함수의 적분값으로 나눈 함수를 실수의 양수축에서 적분을 하면 1이 된다. 따라서 이를 이용해 새로운 분포를 정의할 수 있다. 이 분포를 감마분포라 하고, 그 확률 밀도 함수 {\displaystyle f(x)}는 다음과 같다.
{\displaystyle f(x)={\begin{cases}{1 \over \beta ^{\alpha }\Gamma (\alpha )}x^{\alpha -1}e^{-{x \over \beta }},&{\mbox{if }}x\geq 0\\0,&{\mbox{otherwise}}\end{cases}}}
여기서 {\displaystyle \alpha ,\beta }는 감마 함수의 매개 변수로 양수이다.

## 큐-감마 함수
큐-감마 함수(q-gamma function)는 감마 함수가 큐-아날로그화 된것이다.
{\displaystyle f(x+1)={{1-q^{z}} \over {1-q}}f(x)}
{\displaystyle q\in \left(0,1\right)} 구간 예약
{\displaystyle f(1)=1}
{\displaystyle }
{\displaystyle \log f(x),x>0}
{\displaystyle f(x)=\Gamma _{q}(x)}
{\displaystyle \therefore \Gamma _{q}(z)={{(q;q)\infty } \over {(q^{z};q)\infty }}(1-q)^{1-z}\;\;\;} 큐-포흐하머 기호{\displaystyle \;(q;q)\infty }

## 같이 보기
- 불완전 감마 함수
- 베타 함수
- 가우스 적분
- 가우스 상수
- 블로흐 상수
- 란다우 상수